# Leptochiton diomedeae
Leptochiton diomedeae är en blötdjursart som beskrevs av Berry 1917. Leptochiton diomedeae ingår i släktet Leptochiton och familjen Leptochitonidae. Inga underarter finns listade i Catalogue of Life.